# Земпл (Минесота)
Земпл (енгл. Zemple) град је у америчкој савезној држави Минесота.

## Демографија
По попису из 2010. године број становника је 93, што је 18 (24,0%) становника више него 2000. године.
| Група             | 2000.      | 2010.      |
| Белци             | 61 (81,3%) | 87 (93,5%) |
| Афроамериканци    | 0 (0,0%)   | 0 (0,0%)   |
| Азијати           | 0 (0,0%)   | 0 (0,0%)   |
| Хиспаноамериканци | 0 (0,0%)   | 0 (0,0%)   |
| Укупно            | 75         | 93         |